# 'O Zulù in the Al Mukawama experiment 3
'O Zulù in the Al Mukawama experiment 3 è un disco live di Luca "'O Zulù" Persico e della sua band, pubblicato nel 2005.

## Descrizione
Dopo il distacco nel 2001 dal gruppo storico 99 Posse, il frontman 'O Zulù registra inizialmente l'album Al Mukawama insieme a Papa J (Malastrada) e Neil Perch (Zion Train) e successivamente esce nel 2004 un disco live registrato nell'aprile 2004.
Il disco presenta molte tracce riprodotte delle versioni originali, seppur in modo originale in confronto a queste e con sonorità ancor più rabbiose e veloci, di 99 Posse e Al Mukawama, ma non mancano anche tracce completamente nuove scritte come sempre da Luca "'O Zulù" Persico.
Nel disco, in quanto Live, sono spesso presenti tra una traccia e l'altra degli intermezzi parlati e introduttivi alla canzone seguente.
In commercio si trovano due versioni differenti di questo album: una in vendita normalmente nei negozi ed una disponibile esclusivamente sul web. La versione "web" presenta sonorità differenti e più cupe rispetto all'altra versione e tre bonus track in più ("Nisciuno me rappresenta", "Spara" ed "Era na vota") avendo perciò 11 canzoni per cd.
La scelta di diffondere due diverse versioni dell'album, una in vendita nei negozi ed una disponibile free sul web, è da ricondurre alla volontà del frontman Luca "'O Zulù" Persico che ha sempre incoraggiato la diffusione della musica su internet a causa degli elevati costi dei cd musicali imposti dalle case discografiche.

## Formazione in concerto
- Luca "'O Zulù" Persico - voce
- JRM - basso e cori
- Claudio "Clark Kent" Marino - batteria
- Andrae Tripodi - tastiere, computer e cori
- 4est - voce
- Vecienzo c'a chitarra - chitarre

## Tracce
CD1
1. Napolì
2. Assalaam Aleikum
3. Giuanne palestina
4. La mia testa (medley di: Povera vita mia, Focolaio, Pagherete caro)
5. L'assalto
6. 30000 Hermanos
7. Flowers of filastin
8. We don't need new antifa songs
9. Gattuinnà
10. And you call it peace
11. Hic sunt terrones

CD2
1. Fortezza europa
2. Uss
3. Stop the terror
4. Ramme 'o documento
5. Nuntereggae più
6. Curre curre guaglio'
7. Ya se mira el horizonte
8. El pueblo unido global